# Megaporus natvigi
Megaporus natvigi är en skalbaggsart som beskrevs av Mouchamps 1964. Megaporus natvigi ingår i släktet Megaporus och familjen dykare. Inga underarter finns listade i Catalogue of Life.